# Ir (Rosja)
Ir (ros. Ир) – wieś w Rosji, w Osetii Północnej, w rejonie prigorodnym. W 2010 liczyła 3428 mieszkańców.